# Eremophila decussata
Eremophila decussata är en flenörtsväxtart som beskrevs av Chinnock. Eremophila decussata ingår i släktet Eremophila och familjen flenörtsväxter. Inga underarter finns listade i Catalogue of Life.